# Верушкин, Николай Андреевич
Николай Андреевич Верушкин — советский инженер-конструктор, государственный и политический деятель, председатель Рязанского областного исполнительного комитета.

## Биография
Родился в 1910 году в селе Новгородка. Член ВКП(б) с 1939 года.
С 1930 года — на общественной и политической работе. В 1930-1964 гг. — конструктор, заведующий Бюро технологических процессов, начальник Специального отдела, заместитель главного инженера по специальному производству завода имени Г. И. Петровского, начальник Специального отдела, заместитель директора завода № 701, заместитель заведующего Отделом оборонной промышленности Челябинского областного комитета ВКП(б), заместитель заведующего Промышленным отделом Херсонского областного комитета КП(б) Украины, заведующий Промышленным отделом Херсонского областного комитета ВКП(б), секретарь Херсонского областного комитета КП Украины, ответственный контролёр Комитета партийного контроля при ЦК КПСС, инструктор Отдела партийных органов ЦК КПСС, заведующий Сектором Отдела партийных органов ЦК КПСС, председатель Исполнительного комитета Рязанского областного Совета.
Избирался депутатом Верховного Совета РСФСР 6-го созыва.